# 김행숙
김행숙(1970년 ~ )은 대한민국의 시인이다. 1970년 서울특별시에서 태어나 고려대학교 국어교육학과를 졸업하고 동 대학원 국어국문학과에서 석사학위와 박사학위를 받았다. 2009년 제9회 「노작문학상」, 2015년 제1회 「전봉건문학상」, 2016년 제16회 「미당문학상」을 수상했다. 현재 강남대학교 한영문화콘텐츠학과 교수로 재직 중이다.

## 약력
1999년 《현대문학》에 〈뿔〉 등이 추천되어 등단했다. 2009년 제9회 「노작문학상」, 2015년 제1회 「전봉건문학상」, 2016년 제16회 「미당문학상」을 수상했다.

## 수상
- 2009년 제9회 「노작문학상」
- 2015년 제1회 「전봉건문학상」
- 2016년 제16회 「미당문학상」

## 저서

### 시집
- 《사춘기》(문학과지성사, 2003)
- 《이별의 능력》(문학과지성사, 2007)
- 《타인의 의미》(민음사, 2010)
- 《에코의 초상》(문학과지성사, 2014)
- 《무슨 심부름을 가는 길이니》(문학과지성사, 2020)

### 연구서
- 《문학의 새로운 이해》(소명출판, 2004)
- 《문학이란 무엇이었는가》(소명출판, 2005)
- 《창조와 폐허를 가로지르다》(소명출판, 2005)

### 기타
- 《마주침의 발명》(케포이북스, 2009)
- 《에로스와 아우라》(민음사, 2012)